# Тайся
Тайся — деревня в составе Ординского муниципального округа в Пермском крае.

## Географическое положение
Деревня расположена в западной части округа на расстоянии менее 1 километра на юг от села Сосновка.

## Климат
Климат континентальный, с продолжительной холодной и многоснежной зимой и сравнительно коротким, теплым летом. Самым холодным месяцем в году является январь со средней месячной температурой воздуха -17,3°С, самым теплым – июль со средней месячной температурой +24,8°С. Образование устойчивого снежного покрова происходит в среднем во второй декаде ноября, продолжительность снежного покрова – 170 дней. Средняя из наибольших декадных высот снежного покрова за зиму составляет 59 см. Нормативная глубина сезонного промерзания грунтов в зависимости от вида грунта составляет от 68 до 76 см. Разрушение устойчивого снежного покрова происходит в конце второй декады апреля. Годовая сумма осадков составляет в среднем 470-500 мм. Продолжительность вегетационного периода составляет 160 дней.

## История
Известна с 1904 года как выселок, названа по речке. До мая 2019 года деревня входила в состав Ашапского сельского поселения Ординского района, после упразднения которых входит непосредственно в состав Ординского муниципального округа.  

## Население
Постоянное население составляло 19 человек в 2002 году (100% русские), 18 человек в 2010 году.   